# Tiantha
Tiantha oder Tiantha Rath Kumane (auch Koumane, voller Thronname Somdet Brhat Chao Maha Sri Vitha Lan Chang Hom Khao Luang Phrabang Parama Sidha Khattiya Suriya Varman Brhat Maha Sri Chao Chandradipati Prabhu Kumara Sundhara Dharmadhata Praditsa Rajadipati Sri Sadhana Kanayudha Udarmapuri Rajadhani Lavaya Bunsabidaya Anuraksha Riyangsakra Sadhidhaya Luang Phrabang Dhani; * um 1797 in Luang Phrabang; † August 1870 ebenda) war zwischen 1850 und 1870 König des laotischen Reiches Luang Phrabang.

## Leben
Tiantha war der zweitälteste Sohn von König Manthatulat (reg. 1817 bis 1836) und hieß zunächst Prinz (Anga Sadet Chao Fa Jaya) Nandaraja (Nantharath). Nachdem sein Bruder Sukaseum gestorben war, folgte er diesem am 23. September 1850 auf den Thron und wurde auch von den Siamesen unter König Rama III. (reg. 1825 bis 1851) anerkannt und mit einem Titel versehen. Tiantha wurde im Januar 1851 im Königspalast gekrönt.
Tiantha konnte 1867 das in Laos hochverehrte Bildnis des Buddha Phra Bang aus Siam zurückerlangen, das 1828 nach Bangkok geschafft worden war und das König Rama V. (Mongkut) für zahlreiche Missstände im Land verantwortlich machte. Tiantha starb im August 1870 in seinem Palast in Luang Phrabang, ohne Nachkommen zu hinterlassen.